# Karaoel (kraj Krasnojarsk)
Karaoel (Russisch: Караул) is een plaats (selo) en selskoje poselenieje in het gemeentelijk district Tajmyrski van de Russische kraj Krasnojarsk. Tot 31 december 2006 vormde het het bestuurlijk centrum van het voormalige district Oest-Jenisejski van de voormalige autonome okroeg Tajmyr. De plaats ligt aan de rechteroever van de Jenisej.

## Bevolking
De plaats telde 883 inwoners bij de volkstelling van 2002 (tegen 1.304 bij die van 1989), waarvan 60% bestaat uit Nenetsen. Verder wonen er Dolganen, Nganasanen, Enetsen, Russen, Oekraïners, Wit-Russen, Tsjoevasjen, Wolga-Duitsers, Litouwers, Azerbeidzjanen, Wolga-Tataren, Basjkieren en Kazachen. De selskoje poselenieje telde begin 2008 4.023 inwoners, waarvan 3.166 van lokale volken van het schiereiland Tajmyr; 2.925 Nenetsen, 129 Enetsen, 102 Dolganen, 6 Nganasanen en 3 Evenken.
Het gebied werd rond 1600 bewoond door Enetsen. In de eerste helft van de 17e eeuw arriveerden de Nenetsen, die tot driemaal toe in gevecht raakten met de Enetsen (in de tweede helft van de 17e eeuw en midden 19e eeuw), maar sindsdien in vrede naast elkaar leven. De Russen hadden vanaf begin 17e eeuw kleine handelsposten in het gebied, maar kwamen er grotendeels pas in de 20e eeuw te wonen. Voor en tijdens de Tweede Wereldoorlog werden vele Wolga-Duitsers, Finnen, Esten, Letten, Litouwers en anderen naar het gebied verbannen, waarna velen er zijn blijven wonen. Een groot deel van de bevolking is actief in de rendierhouderij (met ca. 50.000 dieren de grootste rendierkudde van de kraj Krasnojarsk). Net als in veel andere plaatsen in het Russische noorden vormt alcoholisme een groot probleem onder de bevolking.

## Geografie: Selskoje poselenieje en plaats
De selskoje poselenieje heeft een oppervlakte van 101.100 km² (2,5 keer Nederland) en omvat naast Karaoel de volgende dorpen Bajkalovsk, Kazantsevo, Korepovsk, Messojacha, Moengoej, Nosok, Oest-Port, Polikarpovsk, Toechard en Vorontsovo, alsook de factorijen Chinki en Jarotanama. De plaats zelf heeft een oppervlakte van 12,55 km².
De plaats bevindt zich in een typisch toendragebied; heuvelachtig en moerassig met veel meren en kleine riviertjes. Rondom de Brechovski-eilanden in de Jenisej werd in 1999 een natuurreservaat opgezet, dat onderdeel vormt van de zapovednik Bolsjoj Arktitsjeski, het grootste natuurreservaat van Rusland.
De Jenisej vormt net als bij veel andere plaatsen in het district de belangrijkste vervoersverbinding met andere plaatsen in de zomer, terwijl in de winter winterwegen, Mi-8-helikopters en An-3-vliegtuigen worden ingezet. De plaats ligt op 140 kilometer van het districtscentrum Doedinka. Iets ten noorden van Karaoel ligt de verlaten plaats Tolsty Nos. Vanuit Karaoel loopt een winterweg naar Moengoej.
De plaats ligt in een gebied met een streng klimaat, waar landbouw vrijwel onmogelijk is doordat zelfs in de zomer nog vorst kan voorkomen. De temperaturen lopen dan overdag op tot ruim 10 °C en dalen in de winter tot -40 °C of nog verder. Iets stroomafwaarts liggen de Mininski-eilanden en Brechovski-eilanden voor de oever van de Jenisej.

## Naam
Voor de etymologie van de -van oorsprong Russische- naam bestaan twee versies; ofwel de naam is verbonden met de jasak-winteronderkomens op Kaap Karaoel (zie geschiedenis) voor het beschermen van de noordelijke grenzen van Tsaardom Rusland tegen "invallen van buitenlandse zeevaarders" (met de verwoesting van Mangazeja verkreeg dit meer prioriteit) óf ze hangt samen met het feit dat de vroegere jagers van het schiereiland Tajmyr op deze kaap de rendieren opwachtten die de Jenisej overstaken. De betekenis zou bij beide versies verbonden zijn met de Russische woorden "bewaken" (karaoelit), "in de gaten houden", "beschermen", "patrouilleren".

## Geschiedenis
De oorsprong van de plaats is onbekend, maar aangenomen wordt dat ze rond 1616 moet zijn ontstaan als een winteronderkomen voor jasak-inners en Siberische Kozakken, die de noordelijke grens van Rusland moesten bewaken. De eerste maal dat de naam wordt genoemd dateert evenwel pas uit 1884. De plaats vormde later een woonplaats voor Russische handelaren en handwerkers en groeide uiteindelijk uit tot een permanente plattelandsnederzetting. Fridtjof Nansen beschrijft het begin 20e eeuw in zijn boek Gjennem Sibirien (1914) als een handelscentrum voor vis, behorende tot een rijke handelaar uit Krasnojarsk. Hij schreef verder dat zich er een groot huis met opslagplaats bevond. In de sovjetperiode groeide de plaats uit tot een grote plattelandsnederzetting. In de jaren 1930 werd er de eerste kolchoz ('nieuw leven') opgericht, waar de Nenetsen en andere voorheen nomadische Siberische volkeren werden gedwongen te werken (collectivisatie). Een jaar later werd er een school geopend en in 1934 werd er een 'inheemsenhuis' (Dom toezemtsa) geopend. In 1944 kreeg de plaats een eigen krant (Leninski poet; "de weg van Lenin"), gevolgd door een radiostation, aansluiting op het elektriciteitsnet (op het gasnet is ze echter nooit aangesloten; elk huishouden krijgt in plaats daarvan gratis 10 ton kolen per jaar), een internaat (waar de Nenetsenkinderen gedwongen naartoe werden gestuurd), een ziekenhuis en een uitgaansgelegenheid. Ook kwam er een centrum voor ambulante zorg (polikliniek met thuishulp) met operatie- en tandheelkundige ruimtes. Sinds de val van de Sovjet-Unie is het inwoneraantal met ruim een derde gedaald.

## Economie en voorzieningen
Tegenwoordig bevindt zich het bestuur van de selskoje poselenieje in het dorp met een plattelandsraad van afgevaardigden en een dorpsraad. In de plaats bevindt zich een werkplaats voor de verwerking en het roken van vis, waar maandelijks ongeveer 4 ton aan visproducten wordt verwerkt. Verder zijn de visserij en rendierhouderij van belang. In de regio bevinden zich aanzienlijke olie- en gasvoorraden (11 velden), die tot nog toe niet volledig zijn onderzocht.
In de plaats bevinden zich een kleuterschool, middelbare school, huis van cultuur (cultureel centrum), twee bibliotheken en een districtsziekenhuis (25 bedden).